# Requimundo
Requimundo foi rei na região norte do reino dos Suevos entre 459 e 463. Governou durante a guerra civil que resultou na divisão do reino suevo após  a morte de Maldras. A sua morte em 463 abriu caminho à reunificação do reino sob o governo de Remismundo.